# فرناندینیو (بازیکن فوتبال)
فرناندینیو لوئیز روزا (پرتغالی: Fernando Luiz Roza؛ زادهٔ ۴ مهٔ ۱۹۸۵) بازیکن فوتبال اهل برزیل است که برای باشگاه فوتبال اتلتیکو پارانائنزه بازی می‌کند.
از باشگاه‌هایی که در آن بازی کرده‌است، می‌توان به اتلتیکو پارانائنزه، شاختار دونتسک و منچستر سیتی اشاره کرد.
وی همچنین ۵۳ بازی ملی هم برای تیم ملی فوتبال برزیل انجام داده‌است و ۲ گل ملی به ثمر رسانده‌است.